# Toyota ProAce
Toyota ProAce — це фургони, які японська компанія Toyota випускає в Європі з середини 2013 року у співробітництві з компанією PSA Peugeot Citroën, яка наразі увійшла до "Stellantis" (Groupe PSA + Fiat Chrysler Automobiles).

## Перше покоління

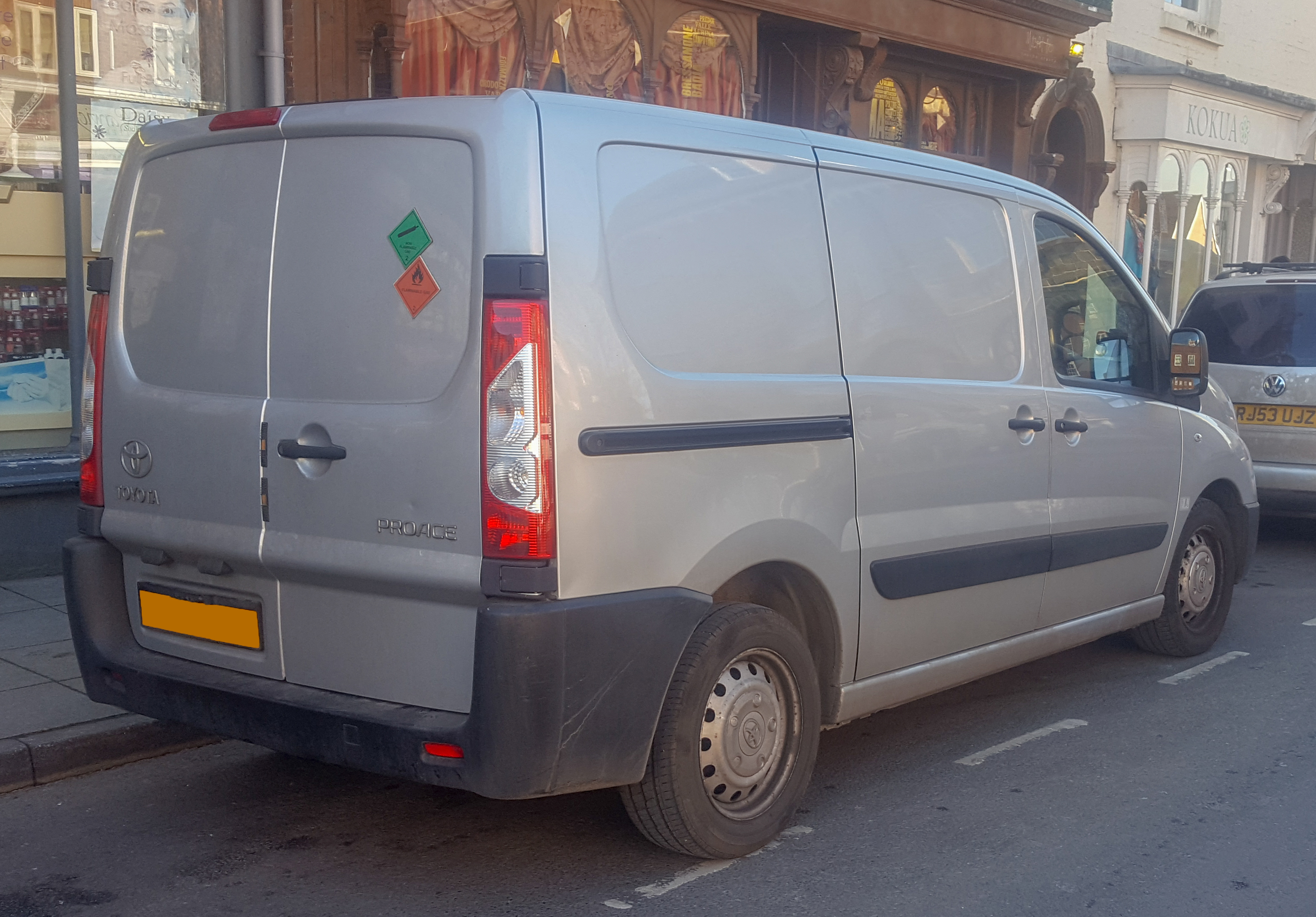
Toyota ProAce І

Toyota уклала договір з PSA і Fiat про спільне виробництво комерційних фургонів. Тепер разом з Citroën Jumpy, Peugeot Expert і Fiat Scudo на загальному заводі Sevel Nord в північній Франції виготовляється і аналогічна Toyota ProAce. Toyota ProAce надійшла в продаж у другому кварталі 2013 року і пропонується з двома варіантами довжини і висоти даху. Обсяг внутрішнього простору залежно від модифікації становить 5, 6 або 7 кубічних метрів. Вантажопідйомність ProAce дорівнює 1200 кг, а навантаження може здійснюватися через бічні або задні двері.
Toyota оснащає фургон однією або двома зсувними бічними дверима, одними задніми підйомними дверима або двома стулковими з кутом відкривання 270 градусів. Автомобіль може тягти за собою причіп масою до двох тонн.
ProAce агрегується дизельними двигунами, що задовольняють екологічному стандарту Євро-5. Двигун об'ємом 1,6 літра розвиває 90 кінських сил потужності і 180 Нм крутного моменту, працюючи в парі з 5-ступінчастою механічною КПП.
2,0 літровий дизель нового має два варіанти потужності, розвиваючи в першому випадку 128 к.с. і 320 Нм, у другому — 163 к.с. і 340 Нм. Для нього призначена 6-ступінчаста механічна КПП.

### Двигуни
- Дизельні

| Двигун                           | Об'єм [см3 ] | Потужність [к.с.] ([кВт]) при об/хв | Крутний момент [Нм] при об/хв | Циліндри | Клапанний механізм | Розгін (с) 0-100 км/год | Максимальна швидкість км/год | Витрати пального (л/100 км) місто/траса/середні |
| -------------------------------- | ------------ | ----------------------------------- | ----------------------------- | -------- | ------------------ | ----------------------- | ---------------------------- | ----------------------------------------------- |
| 1.6 D-4D 90                      | 1560         | 90 (66)/4000                        | 180/1500                      | Р4       | DOHC/16            | 22,4                    | 145                          | 8,1/6,6/7,2                                     |
| 2.0 D-4D 130                     | 1997         | 128 (94)/3500                       | 320/2000                      | Р4       | DOHC/16            | 13,4                    | 170                          | 8,2/6,3/7,0                                     |
| 2.0 D-4D 165                     | 1997         | 163 (120)/3750                      | 340/2000                      | Р4       | DOHC/16            | 12,6                    | 170                          | 8,2/6,3/7,0                                     |
| Дані для 8/9 місної версії L1H1. |              |                                     |                               |          |                    |                         |                              |                                                 |

### Габарити кузова
| Версії кузова | Колісна база | Об'єм багажника | Довжина вантажної платформи | Висота вантажної платформи | Довжина автомобіля |
| ------------- | ------------ | --------------- | --------------------------- | -------------------------- | ------------------ |
| L1H1          | 3000 мм      | 5,0 м³          | 2254 мм                     | 1449 мм                    | 4805 мм            |
| L2H1          | 3122 мм      | 6,0 м³          | 2584 мм                     | 1449 мм                    | 5135 мм            |
| L2H2          | 3122 мм      | 7,0 м³          | 2584 мм                     | 1750 мм                    | 5135 мм            |

## Друге покоління

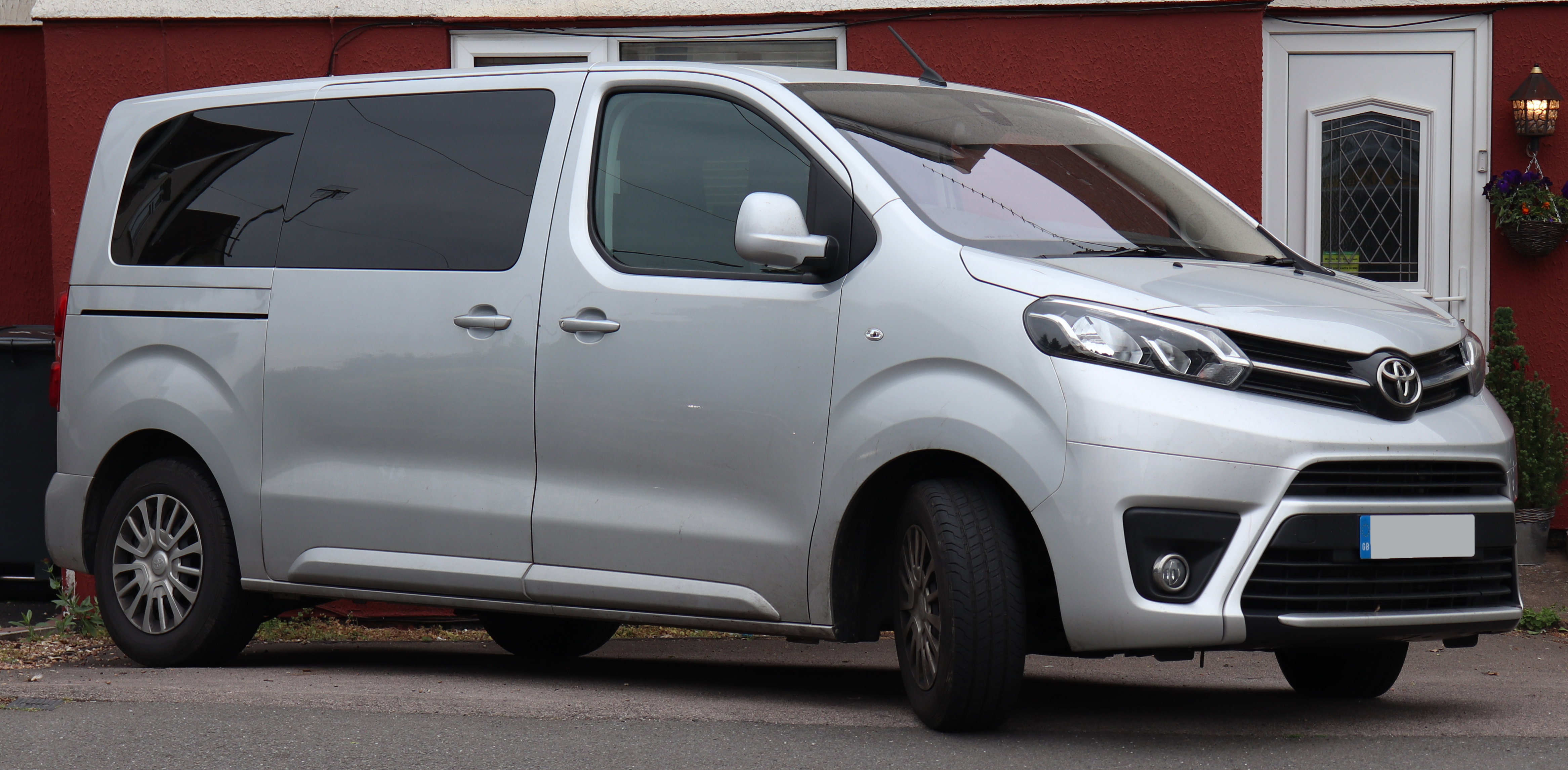
Toyota ProAce Verso (2016-2024)

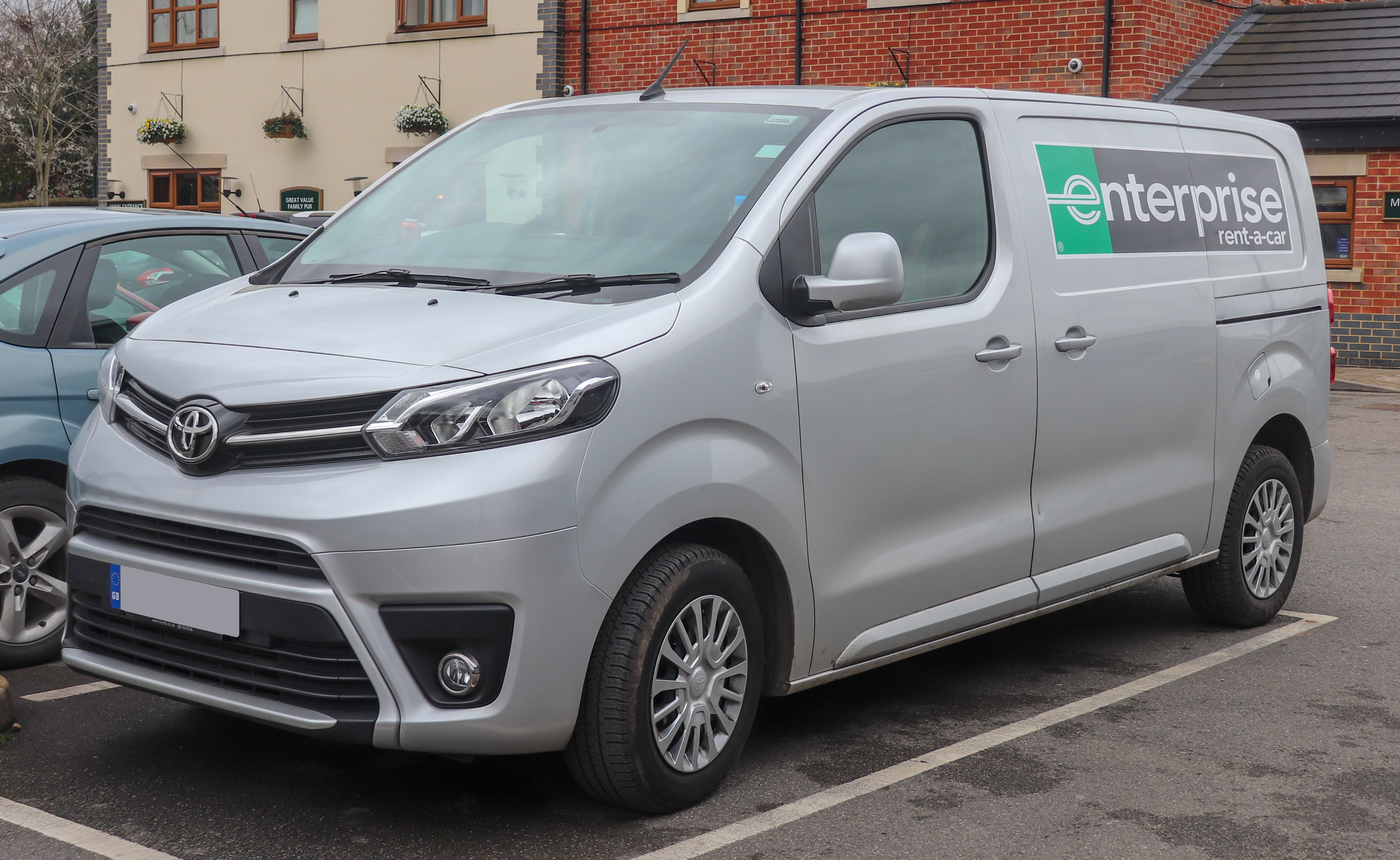
Toyota ProAce II (2016-2024)

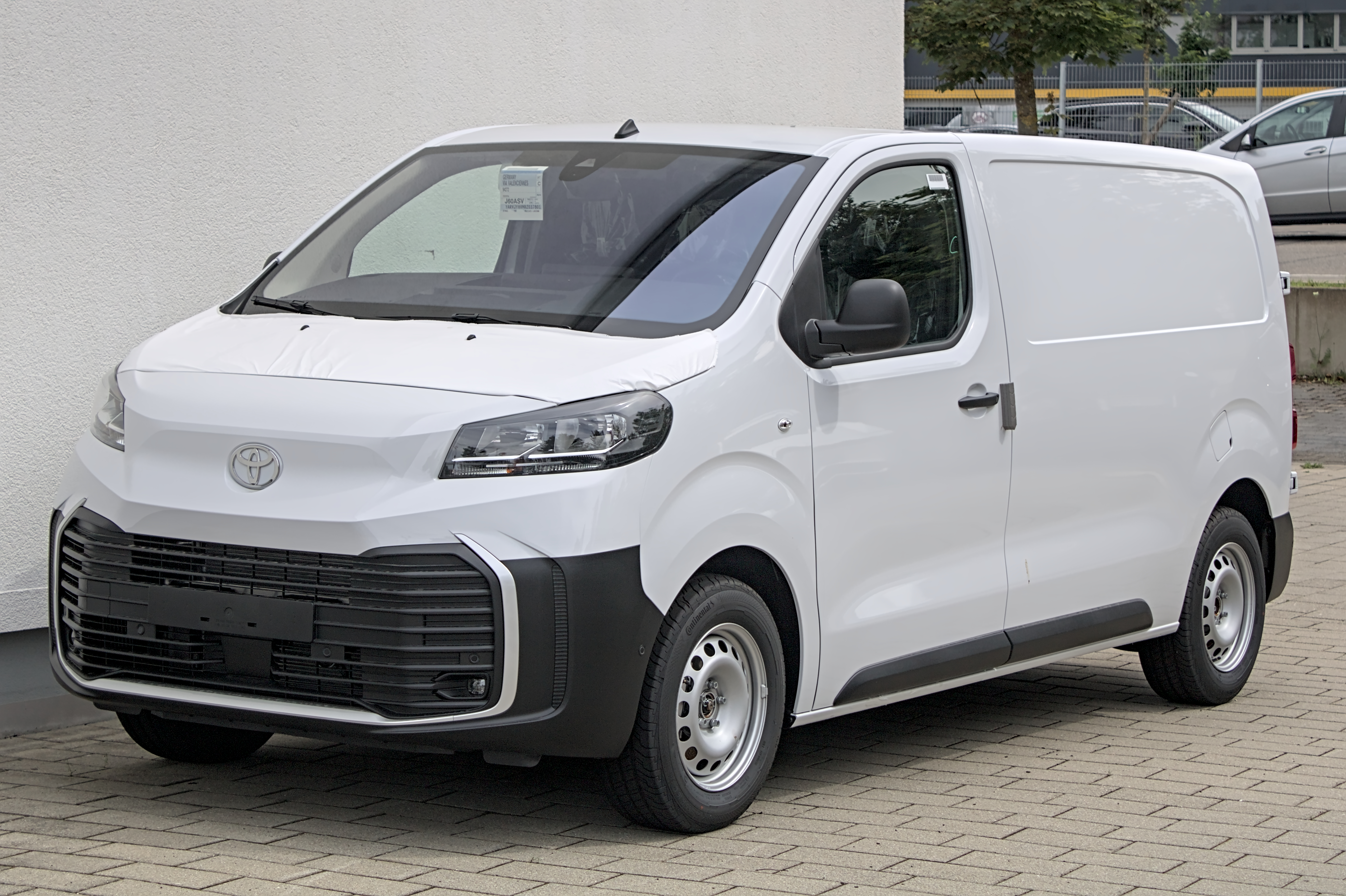
Toyota ProAce II (з 2024)

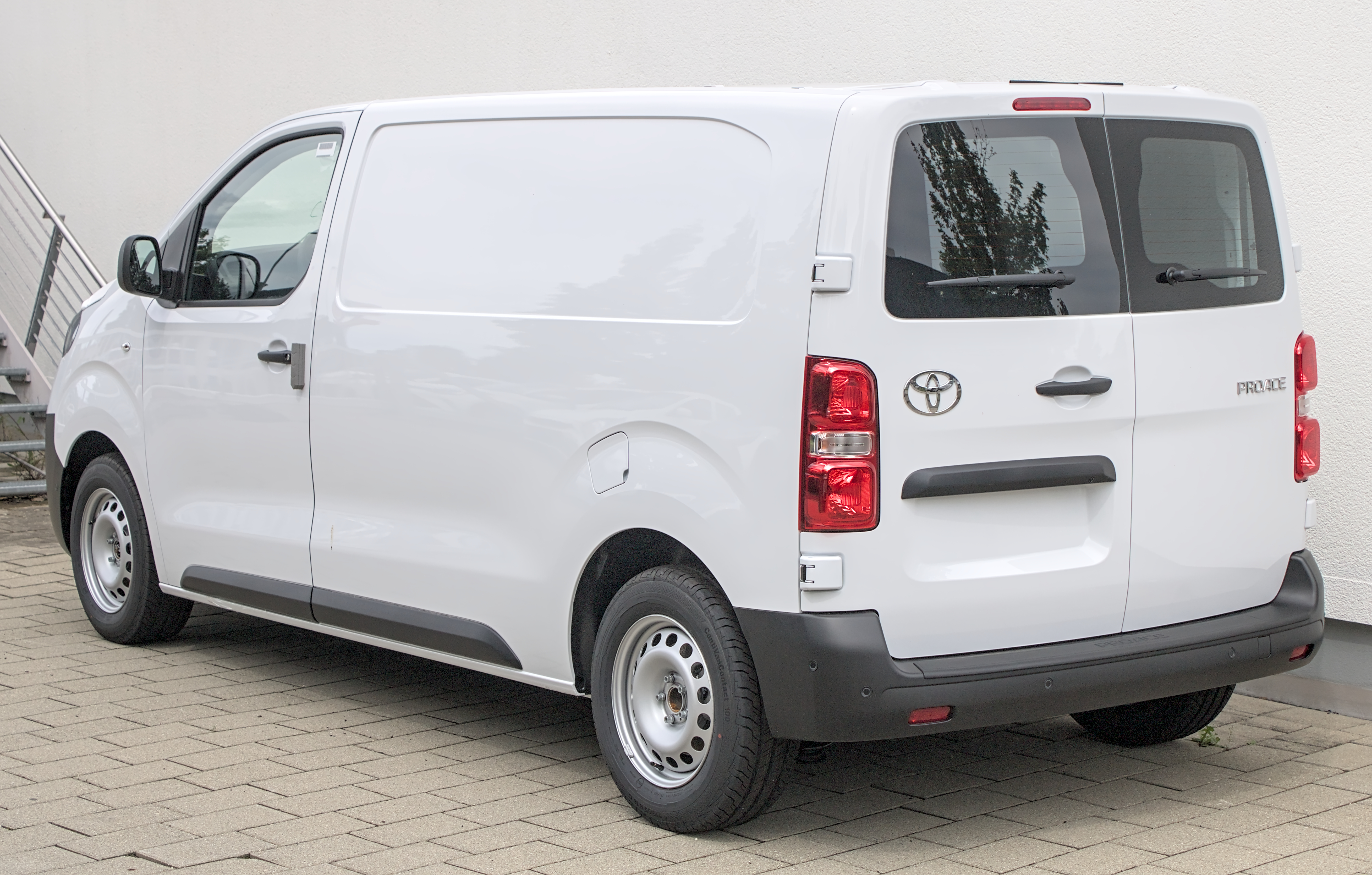

Toyota ProAce другого покоління дебютувала в 2016 році і розроблена на платформі EMP2, що й Peugeot Expert та Citroën Jumpy. Запропоновані три варіанти довжини кузова: 4,6; 4,95 і 5,30 м. А ось по висоті тільки одна версія - 1,9 м. Вантажопідйомність зросла на 200 кг - до 1400 кг. Маса причепа - 2500 кг.
Пасажирська версія називається Toyota ProAce Verso.
Автомобілі комплектуються двигунами 1.6 L Ford DLD-416 I4 та 2.0 L PSA DW10 Multijet I4. В 2018 році двигун 1.6 L був замінений на двигун 1.5 L Ford DLD-415 I4.
23 жовтня 2023 року було представлено оновлену модель із технологічними оновленнями. Верхня решітка була повністю видалена для зменшення опору повітря.

### Electric
У травні 2020 року Toyota представила комерційну версію з акумуляторною електричною силовою установкою потужністю 136 к.с. від Opel Corsa F. Вихід на ринок відбувся у квітні 2021 року. Це перша повністю електрична модель Toyota за межами Китаю.

### Двигуни
- Дизельні

| Двигун       | Об'єм [см3 ] | Потужність [к.с.] ([кВт]) при об/хв | Крутний момент [Нм] при об/хв | Циліндри | Клапанний механізм | Максимальна швидкість км/год |
| ------------ | ------------ | ----------------------------------- | ----------------------------- | -------- | ------------------ | ---------------------------- |
| 1.5 D-4D 100 | 1499         | 102 (75)/3500                       | 270/1600                      | Р4       | DOHC/16            | 160                          |
| 1.5 D-4D 120 | 1499         | 120 (88)/3500                       | 300/1750                      | Р4       | DOHC/16            | 160                          |
| 1.6 D-4D 95  | 1560         | 95 (70)/3750                        | 210/1750                      | Р4       | DOHC/16            | 145                          |
| 1.6 D-4D 95  | 1560         | 95 (70)/3750                        | 240/1750                      | Р4       | DOHC/16            | 145                          |
| 1.6 D-4D 115 | 1560         | 116 (85)/3500                       | 300/2000                      | Р4       | DOHC/16            | 160                          |
| 2.0 D-4D 120 | 1997         | 122 (90)/4000                       | 340/2000                      | Р4       | DOHC/16            | 160                          |
| 2.0 D-4D 150 | 1997         | 150 (110)/4000                      | 370/2000                      | Р4       | DOHC/16            | 170                          |
| 2.0 D-4D 180 | 1997         | 177 (130)/3750                      | 400/2000                      | Р4       | DOHC/16            | 170                          |